# Robert Ramillon
Robert Henri Ramillon (* 24. Februar 1909 in Cannes) war ein französischer Tennisspieler.

## Leben
Ramillon nahm in den 1930er Jahren an den ersten Turnieren für Berufsspieler teil. 1932 gewann er die Französischen Meisterschaften der Profis, nachdem er im Jahr zuvor noch im Finale Martin Plaa unterlegen war. 1936 zog er dort nochmals ins Finale ein, musste sich jedoch Henri Cochet geschlagen geben.
1937 erreichte er das Finale der Britischen Meisterschaften der Profis, das er gegen Hans Nüsslein verlor.